# Krasnodrzewowate

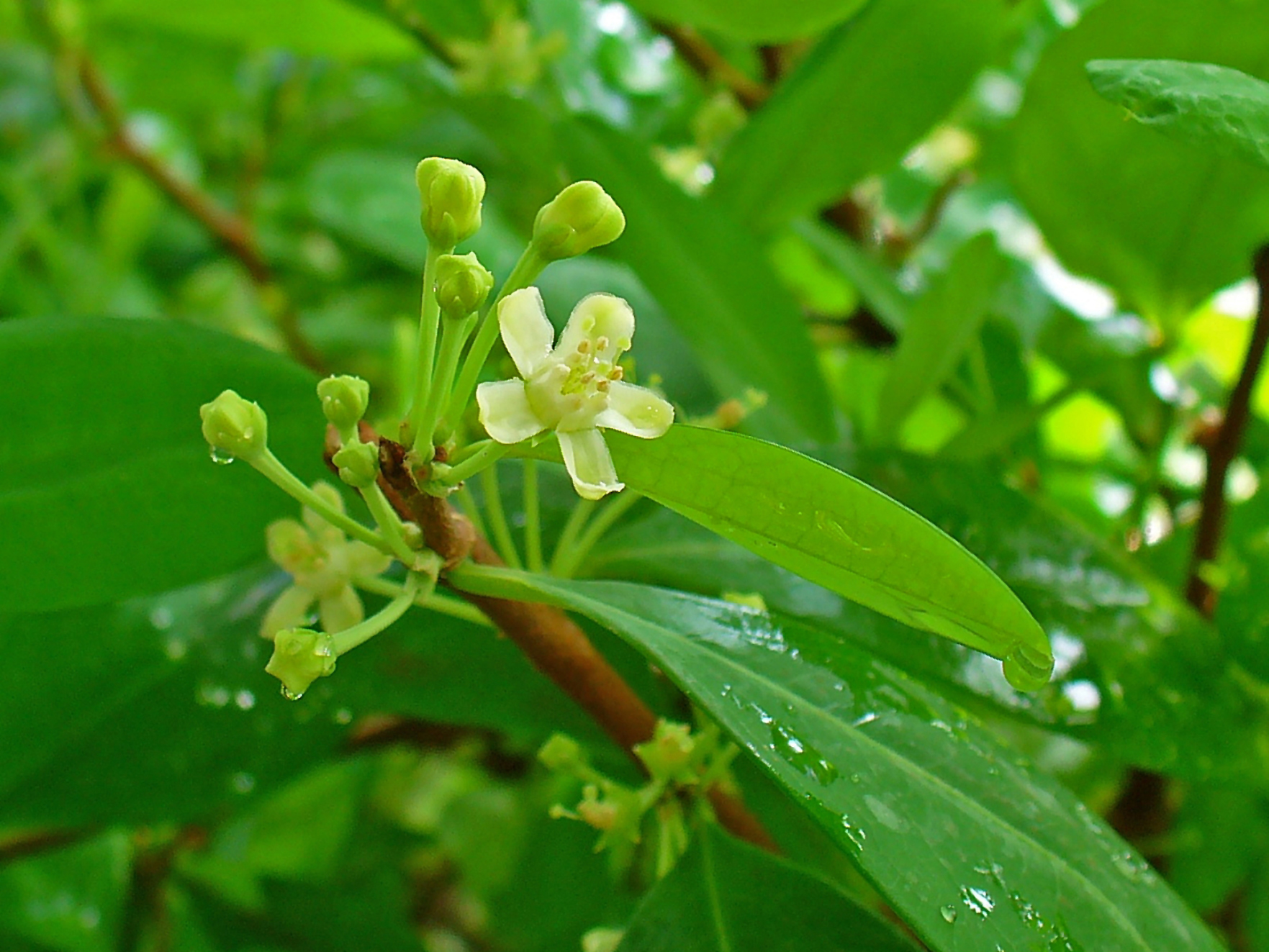
Krasnodrzew pospolity

Krasnodrzewowate, czerwikowate (Erythroxylaceae Kunth in Humb.) – rodzina roślin okrytonasiennych z kladu różowych. Skupia około 240 gatunków zgrupowanych w czterech rodzajach, z czego ogromna większość (230) należy do rodzaju krasnodrzew Erythroxylum. Rośliny z tej rodziny to krzewy i drzewa występujące w strefie klimatu równikowego. Centra największego zróżnicowania to Ameryka Południowa i Madagaskar. Liście dwóch gatunków krasnodrzewów, pospolitego E. coca oraz E. novogranatense, są od tysięcy lat stosowane w Ameryce Południowej ze względu na ich działanie stymulujące. Ich żucie pozwala przezwyciężyć głód i zmęczenie oraz ułatwia przebywanie na dużych wysokościach. Za właściwości odpowiada alkaloid – kokaina, poza tym liście są bogate w minerały i witaminy. Używa się ich także w formie naparów. W Państwie Inków służyły także jako środek płatniczy. W XIX wieku spopularyzowane zostały produkty bazujące na liściach krasnodrzewów (cukierki, ciastka, papierosy, napoje, w tym Coca-Cola). Ze względów medycznych zdelegalizowano i wycofano z rynku produkty zawierające kokainę do 1906 roku, choć ekstrakty z liści krasnodrzewów, już bez alkaloidu wciąż są używane. Czysta kokaina pozyskiwana z liści używana jest nielegalnie jako narkotyk skutkując dużymi problemami społecznymi, politycznymi i ekonomicznymi w wielu krajach. E. vaccinifolium używany jest w Brazylii jako afrodyzjak. Drewno różnych gatunków krasnodrzewów i przedstawicieli rodzaju Nectaropetalum ma walory użytkowe ze względu na dużą twardość i trwałość.

## Morfologia

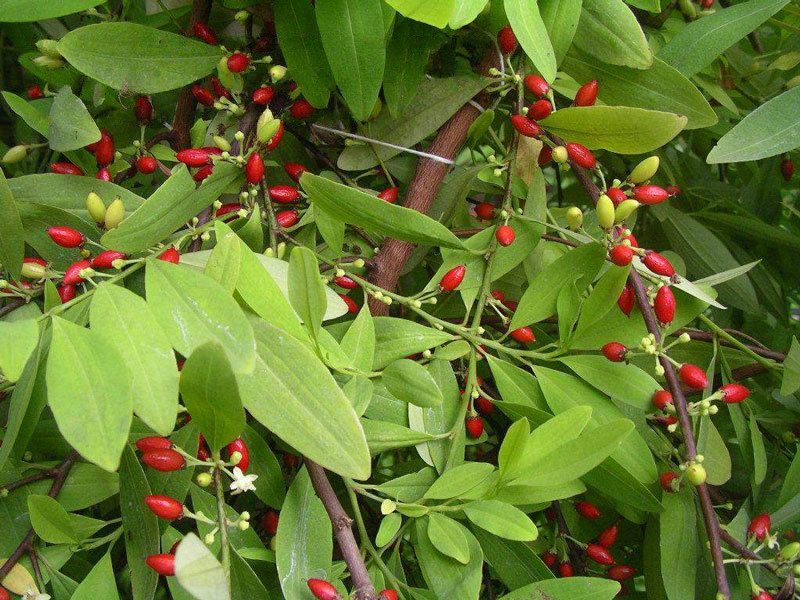
Erythroxylum novogranatense

PokrójZimozielone i zrzucające liście krzewy i drzewa, często z sokiem mlecznym mlecznym lub inaczej zabarwionym.
LiścieSkrętoległe, rzadziej naprzeciwległe, pojedyncze, z dwoma przylistkami wyrastającymi po jednej stronie nasady liścia. Blaszka zwykle całobrzega, często z dwoma liniami będącymi skutkiem złożenia liścia w pąku.
KwiatySkupione w kątach liści w pęczkach lub wierzchotkach mających formę baldachu. Kwiaty są obupłciowe i promieniste. Działek kielicha jest zwykle pięć, rzadko cztery. Są one zrośnięte u nasady i trwałe (pozostają na owocu). Płatków korony jest tyle ile działek, są wolne, w dole często z paznokciem. Pręciki wyrastają zwykle w dwóch okółkach w liczbie 10, rzadko 5, 12, 20, z nitkami u nasady zrośniętymi. Zalążnia jest górna, powstaje z trzech lub czterech owocolistków, z których każdy tworzy własną komorę, w której rozwija się pojedynczy lub większa liczba zalążków. Szyjki słupka są dwie lub trzy, zwykle częściowo zrośnięte, okazałe.
OwoceJednonasienne pestkowce lub dwu- albo trzynasienne torebki.

## Systematyka
W dawniejszych systemach klasyfikacyjnych rodzina uznawana była za blisko spokrewnioną z lnowatymi Linaceae na podstawie podobieństwa budowy liści i nasion. Analizy molekularne i chemiczne wskazują jednak na bliskie (siostrzane) pokrewieństwo z korzeniarowatymi (Rhizophoraceae).
Pozycja systematyczna według APweb (aktualizowany system APG IV z 2016)
Rodzina siostrzana dla korzeniarowatych (Rhizophoraceae) w obrębie obszernego rzędu malpigiowców (Malpighiales).
|  | Ctenolophonaceae                                                                                       |
|  | |
|  | \| \| Erythroxylaceae – krasnodrzewowate \| \| \| \| \| \| Rhizophoraceae – korzeniarowate \| \| \| \| |
|  | |
|  | Erythroxylaceae – krasnodrzewowate                                                                     |
|  | |
|  | Rhizophoraceae – korzeniarowate                                                                        |
|  | |

|  | Erythroxylaceae – krasnodrzewowate |
|  |                                    |
|  | Rhizophoraceae – korzeniarowate    |
|  |                                    |

|  | Irvingiaceae – irwingiowate |
|  |                             |
|  | Pandaceae                   |
|  |                             |

|  | Clusiaceae – kluzjowate |
|  |                         |
|  | Bonnetiaceae            |
|  |                         |

|  | Calophyllaceae – gumiakowate                                                                   |
|  |                                                                                                |
|  | \| \| Hypericaceae – dziurawcowate \| \| \| \| \| \| Podostemaceae – zasennikowate \| \| \| \| |
|  |                                                                                                |
|  | Hypericaceae – dziurawcowate                                                                   |
|  |                                                                                                |
|  | Podostemaceae – zasennikowate                                                                  |
|  |                                                                                                |

|  | Hypericaceae – dziurawcowate  |
|  |                               |
|  | Podostemaceae – zasennikowate |
|  |                               |

|  | Clusiaceae – kluzjowate |
|  |                         |
|  | Bonnetiaceae            |
|  |                         |

|  | Calophyllaceae – gumiakowate                                                                   |
|  |                                                                                                |
|  | \| \| Hypericaceae – dziurawcowate \| \| \| \| \| \| Podostemaceae – zasennikowate \| \| \| \| |
|  |                                                                                                |
|  | Hypericaceae – dziurawcowate                                                                   |
|  |                                                                                                |
|  | Podostemaceae – zasennikowate                                                                  |
|  |                                                                                                |

|  | Hypericaceae – dziurawcowate  |
|  |                               |
|  | Podostemaceae – zasennikowate |
|  |                               |

|  | Clusiaceae – kluzjowate |
|  |                         |
|  | Bonnetiaceae            |
|  |                         |

|  | Calophyllaceae – gumiakowate                                                                   |
|  |                                                                                                |
|  | \| \| Hypericaceae – dziurawcowate \| \| \| \| \| \| Podostemaceae – zasennikowate \| \| \| \| |
|  |                                                                                                |
|  | Hypericaceae – dziurawcowate                                                                   |
|  |                                                                                                |
|  | Podostemaceae – zasennikowate                                                                  |
|  |                                                                                                |

|  | Hypericaceae – dziurawcowate  |
|  |                               |
|  | Podostemaceae – zasennikowate |
|  |                               |

|  | Clusiaceae – kluzjowate |
|  |                         |
|  | Bonnetiaceae            |
|  |                         |

|  | Calophyllaceae – gumiakowate                                                                   |
|  |                                                                                                |
|  | \| \| Hypericaceae – dziurawcowate \| \| \| \| \| \| Podostemaceae – zasennikowate \| \| \| \| |
|  |                                                                                                |
|  | Hypericaceae – dziurawcowate                                                                   |
|  |                                                                                                |
|  | Podostemaceae – zasennikowate                                                                  |
|  |                                                                                                |

|  | Hypericaceae – dziurawcowate  |
|  |                               |
|  | Podostemaceae – zasennikowate |
|  |                               |

|  | Ctenolophonaceae                                                                                       |
|  | |
|  | \| \| Erythroxylaceae – krasnodrzewowate \| \| \| \| \| \| Rhizophoraceae – korzeniarowate \| \| \| \| |
|  | |
|  | Erythroxylaceae – krasnodrzewowate                                                                     |
|  | |
|  | Rhizophoraceae – korzeniarowate                                                                        |
|  | |

|  | Erythroxylaceae – krasnodrzewowate |
|  |                                    |
|  | Rhizophoraceae – korzeniarowate    |
|  |                                    |

|  | Irvingiaceae – irwingiowate |
|  |                             |
|  | Pandaceae                   |
|  |                             |

|  | Clusiaceae – kluzjowate |
|  |                         |
|  | Bonnetiaceae            |
|  |                         |

|  | Calophyllaceae – gumiakowate                                                                   |
|  |                                                                                                |
|  | \| \| Hypericaceae – dziurawcowate \| \| \| \| \| \| Podostemaceae – zasennikowate \| \| \| \| |
|  |                                                                                                |
|  | Hypericaceae – dziurawcowate                                                                   |
|  |                                                                                                |
|  | Podostemaceae – zasennikowate                                                                  |
|  |                                                                                                |

|  | Hypericaceae – dziurawcowate  |
|  |                               |
|  | Podostemaceae – zasennikowate |
|  |                               |

|  | Clusiaceae – kluzjowate |
|  |                         |
|  | Bonnetiaceae            |
|  |                         |

|  | Calophyllaceae – gumiakowate                                                                   |
|  |                                                                                                |
|  | \| \| Hypericaceae – dziurawcowate \| \| \| \| \| \| Podostemaceae – zasennikowate \| \| \| \| |
|  |                                                                                                |
|  | Hypericaceae – dziurawcowate                                                                   |
|  |                                                                                                |
|  | Podostemaceae – zasennikowate                                                                  |
|  |                                                                                                |

|  | Hypericaceae – dziurawcowate  |
|  |                               |
|  | Podostemaceae – zasennikowate |
|  |                               |

|  | Clusiaceae – kluzjowate |
|  |                         |
|  | Bonnetiaceae            |
|  |                         |

|  | Calophyllaceae – gumiakowate                                                                   |
|  |                                                                                                |
|  | \| \| Hypericaceae – dziurawcowate \| \| \| \| \| \| Podostemaceae – zasennikowate \| \| \| \| |
|  |                                                                                                |
|  | Hypericaceae – dziurawcowate                                                                   |
|  |                                                                                                |
|  | Podostemaceae – zasennikowate                                                                  |
|  |                                                                                                |

|  | Hypericaceae – dziurawcowate  |
|  |                               |
|  | Podostemaceae – zasennikowate |
|  |                               |

|  | Clusiaceae – kluzjowate |
|  |                         |
|  | Bonnetiaceae            |
|  |                         |

|  | Calophyllaceae – gumiakowate                                                                   |
|  |                                                                                                |
|  | \| \| Hypericaceae – dziurawcowate \| \| \| \| \| \| Podostemaceae – zasennikowate \| \| \| \| |
|  |                                                                                                |
|  | Hypericaceae – dziurawcowate                                                                   |
|  |                                                                                                |
|  | Podostemaceae – zasennikowate                                                                  |
|  |                                                                                                |

|  | Hypericaceae – dziurawcowate  |
|  |                               |
|  | Podostemaceae – zasennikowate |
|  |                               |

Wykaz rodzajów
- Aneulophus Bentham & J.D. Hooker
- Erythroxylum P. Browne – krasnodrzew
- Nectaropetalum Engl. (syn. Peglera Bolus)
- Pinacopodium Exell & Mendonca